# اندیس شوراب کاشمر
شوراب کاشمر یک اندیس فلزی است که در حوالی شهر کاشمر استان خراسان قرار دارد و مادهٔ معدنی موجود در آن، جیوه است. سنگ میزبان این اندیس دولومیت -شیل -آهک - ماسه سنگ وگچ است و دیرینگی آن به دوران پر کامبرین تا عهد حاضر می‌رسد.